# Lisbeth Imbo
Lisbeth Imbo (Geraardsbergen, 7 januari 1976) is een Belgisch radio- en televisiepresentatrice, journaliste en auteur.

## Levensloop
Ze studeerde aan het bisschoppelijk Sint-Catharinacollege in Geraardsbergen, waar ze in 1993 afstudeerde. Nadien studeerde Imbo Germaanse Filologie aan de Rijksuniversiteit Gent, waar ze in 1998 afstudeerde. Daarna volgde ze een eenjarige opleiding journalistiek aan de VLEKHO in Brussel (1999). Tijdens dat jaar liep ze een groot aantal stages op de VRT, waaronder bij Nieuwe Maandag, De zevende dag, De nieuwe wereld en Camping Casablanca.
Na haar studies, in 1999, slaagde Lisbeth voor het journalistenexamen en ging ze aan de slag als nieuwslezer bij Donna, gecombineerd met werk voor het Radio 1-programma De zuidkant. In 2000 stapt ze, met een vast contract, over naar het Radio 1-programma Voor de dag, een jaar later naar De Wandelgangen. Ze werd daar een van de vaste stemmen van dat actualiteitsmagazine in de vooravond. In 2007 stond ze mee aan de wieg van het nieuwe ochtendprogramma De Ochtend.
Sedert 9 januari 2008 was ze ook, meestal samen met Emmanuel Rottey, een van de ankers van Terzake op Canvas. Dit werk combineerde ze met haar presentatiewerk voor de radio. Na anderhalf jaar stopte ze bij Terzake en nadien werkte ze exclusief voor De Ochtend op Radio 1. Medio 2012 stopte Imbo de presentatie van De Ochtend. In eerste instantie maakte ze voor Canvas een programma over Leo Tindemans. Vanaf september 2012 presenteerde ze op Canvas het actualiteitsprogramma Login, dat elke werkdag duiding gaf bij buitenlands nieuws.
In december 2012 onderbrak ze de presentatie van Login voor het maken van een vierdelige eindejaarsreeks voor Canvas onder de naam Tafel 13.
In juni 2013 verliet Imbo de VRT en werd ze adjunct-hoofdredactrice bij De Morgen. Van november 2014 tot april 2016 was ze samen met An Goovaerts hoofdredactrice van deze krant. Haar vertrek daar kwam er na een vertrouwensbreuk met de redactie. Ze werkte daarna als freelancejournaliste. Van september 2018 tot en met juni 2024 presenteerde ze samen met Lieven Verstraete het Vlaams VRT-actualiteitenprogramma De zevende dag.